# Frotteurismo

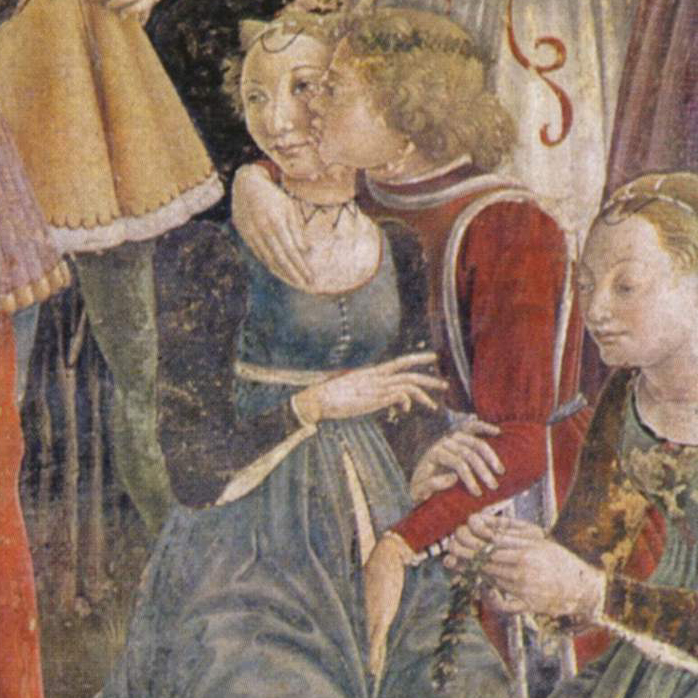
Detalhe de "O Triunfo de Vênus" de Francesco del Cossa

Frotteurismo (do francês frotteurisme, também conhecido como frotismo ou transtorno frotteurista) é a excitação sexual resultante do toque ou fricção dos órgãos genitais no corpo de um indivíduo desconhecido, sem o seu consentimento. Este comportamento costuma ocorrer em aglomerações de pessoas, como em trens, ônibus, festas, shows musicais e elevadores. Por se tratar de um ato libidinoso que ocorre sem consentimento, a prática configura-se como criminosa, tanto na lei brasileira (artigo 215-A do Código Penal), como em outros países.
Aproximadamente 30% dos homens adultos afirmam terem cometidos atos frotteuristas, incluindo tocar e/ou esfregar-se em outro indivíduo sem autorização para tal.

## Prática
O frotteurismo é considerado uma parafilia que pode ocorrer tanto com homens quanto em mulheres. Este comportamento pode ser danoso para a vítima, gerando distúrbios como o medo de estar em locais com muitas pessoas (agorafobia) e fobia social nos casos mais graves. Esta parafilia também pode ser praticada por casais como um meio de excitação preliminar antes do sexo penetrativo. Em alguns estilos de dança moderna é praticado o que pode ser considerado frotteurismo.

## Diagnóstico
Segundo o Manual Diagnóstico e Estatístico de Transtornos Mentais (DSM-5), o Transtorno Frotteurista necessita de dois critérios diagnósticos:
- Excitação sexual intensa como resultado de tocar ou esfregar-se em uma pessoa sem o seu consentimento. Este critério precisa estar presente por, pelo menos, seis meses;
- O indivíduo colocou em ação os seus impulsos sexuais; ou não fez isso, mas sente prejuízo significativo em sua vida devido aos seus impulsos e fantasias sexuais.[3]